# Benzoat de colesteril
El benzoat de colesteril, també anomenat 5-colester-3-il benzoat, és una substància química orgànica, un èster del colesterol i de l'àcid benzoic, té la propietat de formar cristalls líquids de colesterol, amb estructura helicoidal. Descobert el 1888 per F. Reinitzer, va ser el primer del llavors "nou tipus de material" que avui es coneix com a cristall líquid. F. Reinitzer el va donar a conèixer al físic alemany Otto Lehmann, que va estudiar les mateixes propietats en un centenar de compostos i els va donar el nom de cristalls fluids.
Pot ser utilitzat amb el nonanoat de colesteril i el carbonat de colesteril-oleil en la composició d'alguns tipus de cristall líquid termo-cròmic.
És utilitzat en alguns tints de cabell, maquillatges, i algunes altres preparacions cosmètiques.
Pot ser també utilitzat com a component principal dels cristalls líquids emprats en les pantalles de cristall líquid.
El benzoat de colesteril va ser el primer material en el que van ser descobertes les propietats dels cristalls líquids A finals dels anys 1880, Friedrich Reinitzer, un botànic austríac, mentre estava estudiant les substàncies químiques en les plantes, va escalfar benzoat de colesteril a 145 °C, i va observar que el material fos, es convertia en un fluid nuvolós, que en arribar als 178.5 °C, canviava a l'estat de líquid clar, l'estat que hauria esperat de bon principi. El 1888, el físic alemany Otto Lehmann va concloure que aquest fluid nuvolós presentava una fase nova de la matèria i va encunyar el terme cristall líquid.